# 技職之光
技職之光是於2005年由中華民國教育部創設的獎項，用以表揚技職教育（含綜合型高級中等學校、技術型高級中等學校、技專校院）師生參加國際性技藝能競賽之卓越表現的獎項。目的在於表揚師生的卓越表現，並展現技職教育的特色與優勢，以肯定其傑出事蹟，並提高社會大眾對技職教育的關注。獎項標語是「專業技能追求卓越，讓世界看到我們」。

## 獎項
現今獎項分為兩大類別，分別為「競賽卓越獎」和「技職傑出獎」。

#### 競賽卓越獎
競賽卓越獎適用於學生或教師於當學年獲得國際性技藝能競賽的卓越表現和獎項。

#### 技職傑出獎
技職傑出獎適用於學生具有傑出表現，展現技職教育的特色和優勢，例如獲得專業證照、發明獎、專利、技轉等。獎項又可分為「發明達人」及「證照達人」。

## 歷屆概況
| 屆次 | 年份 | 登錄資料筆數 | 符合遴選資格件數 | 競賽卓越獎 | 競賽卓越獎 | 技職傑出獎 | 技職傑出獎 | 得獎人數 |
| 屆次 | 年份 | 登錄資料筆數 | 符合遴選資格件數 | 件數       | 人數       | 件數       | 人數       | 得獎人數 |
| ---- | ---- | ------------ | ---------------- | ---------- | ---------- | ---------- | ---------- | -------- |
| 1    | 2005 |              |                  |            |            |            |            |          |
| 2    | 2006 |              |                  |            |            |            |            |          |
| 3    | 2007 |              |                  |            |            |            |            |          |
| 4    | 2008 |              |                  |            |            |            |            |          |
| 5    | 2009 | 2115         | 248              |            |            |            |            |          |
| 6    | 2010 |              |                  | 16         | 22         | 8          | 8          | 30       |
| 7    | 2011 | 2489         | 598              | 17         | 37         | 14         | 19         | 56       |
| 8    | 2012 | 2539         | 875              | 19         | 40         | 15         | 22         | 62       |
| 9    | 2013 | 3816         | 151              | 17         | 33         | 11         | 12         | 45       |
| 10   | 2014 |              |                  | 12         | 22         | 16         | 20         | 42       |
| 11   | 2015 | 2809         | 188              | 12         | 21         | 11         | 12         | 33       |
| 12   | 2016 | 1547         |                  | 10         | 15         | 18         | 18         | 33       |
| 13   | 2017 | 1855         | 164              | 8          | 23         | 22         | 21         | 44       |
| 14   | 2018 | 1864         | 186              | 14         | 25         | 23         | 23         | 48       |
| 15   | 2019 | 1687         | 138              | 17         | 35         | 21         | 18         | 53       |
| 16   | 2020 | 1467         | 138              | 10         | 35         | 22         | 22         | 57       |
| 17   | 2021 | 1554         | 151              | 6          | 15         | 23         | 23         | 38       |
| 18   | 2022 | 1480         | 135              | 14         | 30         | 28         | 28         | 58       |
| 19   | 2023 | 1622         | 136              | 9          | 26         | 22         | 22         | 48       |
| 20   | 2024 | 1581         | 143              | 12         | 27         | 22         | 22         | 49       |

## 得獎者[7]
| 競賽卓越獎              | 競賽卓越獎                     | 競賽卓越獎                       | 競賽卓越獎                                                               |
| 類別                    | 推薦學校                       | 系科                             | 得獎者                                                                   |
| ----------------------- | ------------------------------ | -------------------------------- | ------------------------------------------------------------------------ |
| 動畫片類                | 環球科技大學                   | 視覺傳達設計系                   | 孫維晟（導演） 易家巂 王怡雯 陳珮宜                                      |
| 動畫片類                | 樹德科技大學                   | 視覺傳達設計系                   | 陳仲禹（導演） 吳貞誼 林皖靜 蔡俞蓁 鍾易融                               |
| 商業設計類              | 樹德科技大學                   | 視覺傳達設計系                   | 林明賢                                                                   |
| 商業設計類              | 國立雲林科技大學               | 文化資產維護系碩士班             | 李銘鈺                                                                   |
| 工業設計類              | 樹德科技大學                   | 生活產品設計系                   | 蔡侑倫 陳柏勳 盧偉業                                                     |
| 建築與空間設計類        | 崑山科技大學                   | 空間設計系                       | 楊畯評 陳英志 柯慶隆                                                     |
| 多媒體設計類            | 台南應用科技大學               | 視覺傳達設計系                   | 高婷婷 林阿蓮                                                            |
| 資訊技術類              | 遠東科技大學                   | 資訊管理系                       | 楊喬鈞                                                                   |
| 資訊技術類              | 國立彰化高級商業職業學校       | 國際貿易科                       | 林亭宜                                                                   |
| 科技研究類              | 國立高雄應用科技大學           | 模具工程系 機械工程系 電機工程系 | 陳威源、張芮瑜、張師彬、林承汶、莊敏卉、呂侑儒、廖崇貴、歐陽天德、林貝蓉 |
| 美容美髮類              | 新生醫護管理專科學校           | 美容造型科                       | 吳榮騰                                                                   |
| 餐飲廚藝類              | 弘光科技大學                   | 餐旅管理系                       | 葉國禎                                                                   |
| 餐飲廚藝類              | 臺北市私立開平餐飲職業學校     | 餐飲管理科中餐組                 | 陳信誌                                                                   |
| 商業設計類（教師組）    | 崑山科技大學                   | 視訊傳播設計系                   | 邱國峻                                                                   |
| 美容美髮類（教師組）    | 高雄市私立中山高級工商職業學校 | 美容科                           | 劉姵均                                                                   |
| 餐飲廚藝類（教師組）    | 大同技術學院                   | 餐飲管理系                       | 王穎愷                                                                   |
| 餐飲廚藝類（教師組）    | 台南應用科技大學               | 餐飲系                           | 洪世國                                                                   |
| 技職傑出獎              |                                |                                  |                                                                          |
| 發明獎達人              | 高雄市私立中山高級工商職業學校 | 綜合高中                         | 李柏毅 蔡曜玄 王忠豪 陳孟哲 蘇煒倫                                       |
| 發明獎達人              | 南臺科技大學                   | 機電科技研究所博士班             | 廖子源                                                                   |
| 發明獎達人              | 國立勤益科技大學               | 研發科技與資訊管理研究所         | 陳俊宇                                                                   |
| 發明獎達人              | 遠東科技大學                   | 機械工程系碩士班                 | 陳柏州 黃清盛                                                            |
| 證照達人 （高職組）     | 桃園縣私立振聲高級中學         | 資訊科                           | 陳子軒                                                                   |
| 證照達人 （高職組）     | 臺北市私立泰北高級中學         | 資料處理科                       | 洪振傑                                                                   |
| 證照達人 （高職組）     | 臺北市私立景文高級中學         | 資料處理科                       | 曾繁宇                                                                   |
| 證照達人 （高職組）     | 高雄市私立復華高級中學         | 資料處理科                       | 賴彥彬                                                                   |
| 證照達人 （技專校院組） | 國立高雄餐旅大學               | 餐飲創新研發碩士學位學程         | 洪廷瑋                                                                   |
| 證照達人 （技專校院組） | 蘭陽技術學院                   | 化妝品應用系                     | 王薇鈞                                                                   |
| 證照達人 （技專校院組） | 國立高雄第一科技大學           | 資訊管理系碩士在職專班           | 陳昱衡                                                                   |
| 證照達人 （技專校院組） | 嘉南藥理科技大學               | 資訊管理系                       | 林鈺龍                                                                   |
| 專利達人                | 遠東科技大學                   | 電腦應用工程系碩士班             | 周俊泓                                                                   |
| 跨領域創新              | 國立臺灣科技大學               | 電子工程系博士班                 | 賴文正                                                                   |

| 競賽卓越獎                                          | 競賽卓越獎                     | 競賽卓越獎                                                                           | 競賽卓越獎                                             |
| 類別                                                | 推薦學校                       | 系科                                                                                 | 得獎者                                                 |
| --------------------------------------------------- | ------------------------------ | ------------------------------------------------------------------------------------ | ------------------------------------------------------ |
| 餐飲廚藝類競賽                                      | 高雄市私立中山高級工商職業學校 | 綜合高中                                                                             | 郭植伶                                                 |
| 餐飲廚藝類競賽                                      | 國立高雄餐旅大學               | 餐飲創新研發碩士學位學程                                                             | 洪廷瑋                                                 |
| 美容家政類競賽                                      | 華夏技術學院                   | 化妝品應用系                                                                         | 賴柔君                                                 |
| 美容家政類競賽                                      | 萬能科技大學                   | 化妝品應用與管理系                                                                   | 盛博揚                                                 |
| 美容家政類競賽                                      | 台南應用科技大學               | 美容造型設計系                                                                       | 范曉雅                                                 |
| 工業設計類競賽                                      | 國立臺北科技大學               | 工業設計系                                                                           | 李胤愷、蔡富羽、許碩仁                                 |
| 工業設計類競賽                                      | 國立臺北科技大學 明志科技大學  | 創新設計研究所 工業設計研究所                                                        | 王籍、汪政緯                                           |
| 工業設計類競賽                                      | 國立臺北科技大學               | 創新設計研究所                                                                       | 傅首僖、王至維、許瑋玲、賴俞任、陳怡安                 |
| 工業設計類競賽                                      | 國立臺北科技大學               | 創新設計研究所                                                                       | 周宛昀、李兆祥                                         |
| 商業設計類競賽                                      | 國立雲林科技大學               | 視覺傳達設計系碩士班                                                                 | 魏均寰                                                 |
| 商業設計類競賽                                      | 國立臺灣科技大學               | 工商業設計系碩士班                                                                   | 廖耿民                                                 |
| 商業設計類競賽                                      | 國立臺灣科技大學               | 工商業設計系碩士班                                                                   | 馮成文                                                 |
| 動畫片競賽                                          | 崑山科技大學                   | 視覺傳達設計系                                                                       | 鄭彥彰、王維瑤、王凱雯、何帛容、吳曉君、洪靖喬、鄒欣怡 |
| 創作電影競賽                                        | 國立雲林科技大學               | 視覺傳達設計系                                                                       | 鍾文芳、陳映倩、葉倩蒨                                 |
| 建築與空間設計類競賽                                | 國立臺灣科技大學               | 建築系碩士班                                                                         | 李至軒                                                 |
| 創業類競賽                                          | 遠東科技大學                   | 行銷與供應鏈管理研究所、創新設計與創業管理系碩士班、企業管理系、創意商品設計與管理系 | 陳政凱、陳婉蓉、溫麗雅、謝凱文、孫兆忠                 |
| 第 41 屆國際技能競賽暨第 8 屆國際展能節職業技能競賽 | 國立臺北科技大學               | 機械工程系                                                                           | 羅盛品                                                 |
| 第 41 屆國際技能競賽暨第 8 屆國際展能節職業技能競賽 | 國立臺灣科技大學               | 不分系學士班                                                                         | 賴禹宗                                                 |
| 教師組                                              | 黎明技術學院                   | 化妝品應用系                                                                         | 顏國華                                                 |
| 技職傑出獎                                          |                                |                                                                                      |                                                        |
| 發明獎達人                                          | 高雄市私立中山高級工商職業學校 | 綜合高中                                                                             | 魯裕元、林志強、潘冠耀、蔡仁凱、李宇豐、黃晧天         |
| 發明獎達人                                          | 南臺科技大學                   | 電機工程系碩士班                                                                     | 陳宥全                                                 |
| 發明獎達人                                          | 遠東科技大學                   | 自動化控制系                                                                         | 莊川興                                                 |
| 發明獎達人                                          | 國立雲林科技大學               | 產業精密機械研究所博士班                                                             | 雷衍桓                                                 |
| 發明獎達人                                          | 正修科技大學                   | 電機工程系                                                                           | 陸克強、力得恩、許友誠                                 |
| 證照達人 （高職組）                                 | 高雄市私立復華高級中學         | 資料處理科                                                                           | 楊哲瑋                                                 |
| 證照達人 （高職組）                                 | 高雄市私立高英高級工商職業學校 | 電子科                                                                               | 張家豪                                                 |
| 證照達人 （高職組）                                 | 桃園縣私立振聲高級中學         | 資訊科                                                                               | 劉建賢                                                 |
| 證照達人 （技專校院組）                             | 國立臺北商業技術學院           | 資訊管理系                                                                           | 張皓博                                                 |
| 證照達人 （技專校院組）                             | 國立高雄餐旅大學               | 餐飲創新研發碩士學位學程                                                             | 陳宥霖                                                 |
| 證照達人 （技專校院組）                             | 國立高雄海洋科技大學           | 電訊工程系                                                                           | 陳俊銘                                                 |
| 證照達人 （技專校院組）                             | 朝陽科技大學                   | 環境工程與管理系                                                                     | 黃俊融                                                 |
| 證照達人 （技專校院組）                             | 高苑科技大學                   | 經營管理研究所                                                                       | 魏季宏                                                 |
| 創新發明達人                                        | 龍華科技大學                   | 資訊管理系碩士班                                                                     | 陳俊成                                                 |
| 行銷創意達人                                        | 朝陽科技大學                   | 企業管理系碩士班                                                                     | 閻豪澤                                                 |

| 競賽卓越獎                          | 競賽卓越獎                          | 競賽卓越獎                                                         | 競賽卓越獎                 |
| 類別                                | 推薦學校                            | 得獎者                                                             | 系科                       |
| ----------------------------------- | ----------------------------------- | ------------------------------------------------------------------ | -------------------------- |
| 餐飲廚藝類競賽                      | 弘光科技大學                        | 許育祥                                                             | 餐旅管理系                 |
| 餐飲廚藝類競賽                      | 國立高雄餐旅大學                    | 簡勝男                                                             | 西餐廚藝系                 |
| 美容家政類競賽                      | 樹德科技大學                        | 曾明豪                                                             | 流行設計系                 |
| 美容家政類競賽                      | 財團法人高雄市中山工商              | 美髮技術科(實用技能學程)                                           | 李涵楹                     |
| 工業設計類競賽                      | 國立台灣科技大學                    | 黃新雅、黃品甄                                                     | 工商業設計系碩士班         |
| 商業設計類競賽                      | 樹德科技大學                        | 歐佩玲                                                             | 視覺傳達設計系             |
| 商業設計類競賽                      | 樹德科技大學                        | 劉穎庭、郭恬妤、盧冠伶、郭于楨、孫玉恬、卓訓暘、林岱欣             | 視覺傳達設計系             |
| 動畫暨影片類競賽                    | 崑山科技大學                        | 盧怡君(導演)、陳姝妤、謝岱霏、邱偵、施金銘、陳皆亨、游日廷、曾沛棻 | 視訊傳播設計系             |
| 動畫暨影片類競賽                    | 國立雲林科技大學                    | 寧偉程(導演)、林軍凱、林怡潔                                       | 視覺傳達設計系             |
| 第42屆國際技能競賽                  | 財團法人高雄市中山工商              | 冀士瑋                                                             | 機電科                     |
| 第42屆國際技能競賽                  | 國立彰師附工 國立台灣科技大學       | 王聰瑜                                                             | 電子科 電子工程系          |
| 第42屆國際技能競賽                  | 國立台灣科技大學                    | 林汶葦                                                             | 不分系學士班               |
| 第42屆國際技能競賽                  | 台南應用科技大學                    | 沈志叡                                                             | 生活服務產業系             |
| 第42屆國際技能競賽                  | 高雄市私立樹德家商 國立屏東科技大學 | 傅美慧                                                             | 美容科 時尚設計與管理系    |
| 第42屆國際技能競賽                  | 國立雲林科技大學                    | 高正嘉                                                             | 工業設計系                 |
| 教師組                              | 大同技術學院                        | 裴志偉                                                             | 烘焙管理系                 |
| 教師組                              | 萬能科技大學                        | 林明惠                                                             | 化妝品應用與管理系         |
| 技職傑出獎                          |                                     |                                                                    |                            |
| 發明獎達人                          | 朝陽科技大學                        | 魏立婷                                                             | 工業設計系                 |
| 證照達人 （高職組）【含五專前三年】 | 臺北市立大安高工                    | 鄭台安                                                             | 電機科                     |
| 證照達人 （高職組）【含五專前三年】 | 國立豐原高商                        | 張原嘉                                                             | 國際貿易科                 |
| 證照達人 （高職組）【含五專前三年】 | 高雄市私立復華中學                  | 廖大鈞                                                             | 資料處理科                 |
| 證照達人 （高職組）【含五專前三年】 | 臺南市私立亞洲餐旅職業學校          | 邱怡靜                                                             | 餐飲技術科(實用技能學程)   |
| 證照達人 （高職組）【含五專前三年】 | 致理技術學院                        | 林真好                                                             | 應用英語科(五專)           |
| 證照達人 （技專校院組）             | 樹德科技大學                        | 利玉文                                                             | 建築與室內設計研究所       |
| 證照達人 （技專校院組）             | 吳鳳科技大學                        | 張益銘                                                             | 資訊工程系                 |
| 證照達人 （技專校院組）             | 崑山科技大學                        | 吳重毅                                                             | 電子工程系                 |
| 其他傑出事蹟                        | 遠東科技大學                        | 王俊淞                                                             | 創新設計與創業管理系碩士班 |
| 其他傑出事蹟                        | 弘光科技大學                        | 林芳宇、鄭筱蒨                                                     | 美髮造型設計系             |

| 競賽卓越獎              | 競賽卓越獎                 | 競賽卓越獎                                 | 競賽卓越獎                     |
| 類別                    | 推薦學校                   | 系科                                       | 得獎者                         |
| ----------------------- | -------------------------- | ------------------------------------------ | ------------------------------ |
| 工業設計類              | 國立雲林科技大學           | 工業設計系                                 | 陳麗蓉、林昱彣                 |
| 工業設計類              | 國立臺北科技大學           | 工業設計系                                 | 林季弘、吳筠綺                 |
| 商業設計類              | 國立臺灣科技大學           | 工商業設計系碩士班                         | 郭憲竹                         |
| 商業設計類              | 樹德科技大學               | 視覺傳達設計系                             | 黃靖婷、林靜玫、蔡佩紋、黃君碧 |
| 商業設計類              | 樹德科技大學               | 視覺傳達設計系                             | 林奕亨、蔡雅菁、包玉婷、蔡宗軒 |
| 餐飲廚藝類              | 弘光科技大學               | 餐旅管理系                                 | 羅霽                           |
| 餐飲廚藝類              | 國立高雄餐旅大學           | 烘焙管理系                                 | 林佳瑩                         |
| 美容家政類              | 華夏科技大學               | 化妝品應用系                               | 郭奕瑄                         |
| 美容家政類              | 台南應用科技大學           | 美容造型設計系                             | 呂雅琪                         |
| 動畫暨影片類            | 國立雲林科技大學           | 數位媒體設計系、企業管理系、文化資產維護系 | 游倪、解巧薇、沈雋杰           |
| 教師組                  | 萬能科技大學               | 美髮造型設計系                             | 陳育睿                         |
| 教師組                  | 國立臺灣科技大學           | 工商業設計系                               | 李根在                         |
| 技職傑出獎              |                            |                                            |                                |
| 發明獎達人              | 桃園創新技術學院           | 機械工程系機械與機電工程碩士班             | 姜佳豪                         |
| 發明獎達人              | 高苑科技大學               | 化工與生化工程研究所                       | 許榜祐                         |
| 發明獎達人              | 遠東科技大學               | 機械工程系碩士班                           | 陳柏州、蔡政琨                 |
| 發明獎達人              | 高雄市私立中山工商         | 綜合高中（資訊技術學程）                   | 魯裕元、藍中廷、陳思翰、蔡承儒 |
| 專利達人                | 南臺科技大學               | 電機工程系                                 | 陳念慈                         |
| 證照達人 （高職組）     | 國立嘉義高工               | 機械科                                     | 陳宣翰                         |
| 證照達人 （高職組）     | 高雄市私立復華中學         | 資料處理科                                 | 孫碧蓮                         |
| 證照達人 （高職組）     | 國立豐原高商               | 應用外語科英文組                           | 王歆雅                         |
| 證照達人 （高職組）     | 臺南市私立亞洲餐旅職業學校 | 餐飲技術科（實用技能學程）                 | 陳俐婷                         |
| 證照達人 （技專校院組） | 吳鳳科技大學               | 電機工程系                                 | 李亞修                         |
| 證照達人 （技專校院組） | 中國科技大學               | 建築系                                     | 徐璟豪                         |
| 證照達人 （技專校院組） | 國立雲林科技大學           | 技術及職業教育研究所碩士在職專班           | 程筱芸                         |
| 證照達人 （技專校院組） | 致理技術學院               | 財務金融系                                 | 曾莉卿                         |
| 證照達人 （技專校院組） | 崑山科技大學               | 資訊管理系                                 | 陳貞君                         |
| 總合表現及其他傑出事蹟  | 南臺科技大學               | 機械工程系機電科技博士班                   | 陳泓錡                         |
| 總合表現及其他傑出事蹟  | 國立虎尾科技大學           | 動力機械工程系                             | 張東琳                         |

| 競賽卓越獎              | 競賽卓越獎             | 競賽卓越獎           | 競賽卓越獎                     |
| 類別                    | 推薦學校               | 系科                 | 得獎者                         |
| ----------------------- | ---------------------- | -------------------- | ------------------------------ |
| 工業設計類              | 國立臺灣科技大學       | 工商業設計系碩士班   | 馬彗娟、程彥彰、李胤愷、王志皓 |
| 美容家政類              | 萬能科技大學           | 化妝品應用與管理系   | 徐邱翊                         |
| 商業設計類              | 樹德科技大學           | 視覺傳達設計系       | 林美秀、嚴上虹、吳昭蓉         |
| 商業設計類              | 樹德科技大學           | 視覺傳達設計系       | 陳仁傑、陳以琳、蕭珮如         |
| 商業設計類              | 嶺東科技大學           | 視覺傳達設計系       | 閻青攸、楊巧微、林佑珊         |
| 餐飲廚藝類              | 弘光科技大學           | 餐旅管理系           | 洪權宏                         |
| 第 43 屆國際技能競賽    | 國立臺灣科技大學       | 電子工程系           | 姚嘉昇                         |
| 第 43 屆國際技能競賽    | 國立臺灣科技大學       | 不分系學士班         | 蘇學羿                         |
| 第 43 屆國際技能競賽    | 實踐大學(高雄校區)     | 服飾設計與經營學系   | 陳詩婷                         |
| 第 43 屆國際技能競賽    | 國立高雄餐旅大學       | 西餐廚藝系           | 顧勝偉                         |
| 第 43 屆國際技能競賽    | 國立臺北科技大學       | 能源與冷凍空調工程系 | 阮培皓                         |
| 第 43 屆國際技能競賽    | 中國科技大學           | 視覺傳達設計系       | 施盈廷 教師                    |
| 技職傑出獎              |                        |                      |                                |
| 發明獎達人              | 高雄市財團法人中山工商 | 綜合高中             | 陳羿霖、張恩齊                 |
| 發明獎達人              | 遠東科技大學           | 創新設計與創業管理系 | 謝丹婷                         |
| 證照達人 （高職組）     | 國立嘉義高工           | 機械修護科           | 王家慶                         |
| 證照達人 （高職組）     | 國立金門農工           | 資訊科               | 謝孟宸                         |
| 證照達人 （技專校院組） | 國立高雄餐旅大學       | 餐旅教育研究所       | 劉俊良                         |
| 證照達人 （技專校院組） | 崑山科技大學           | 環境工程所           | 陳冠廷                         |
| 證照達人 （技專校院組） | 致理科技大學           | 應用英語系           | 黃雅琦                         |
| 證照達人 （技專校院組） | 高苑科技大學           | 電機工程系           | 戴睿彣                         |
| 證照達人 （技專校院組） | 國立臺北科技大學       | 能源與冷凍空調所     | 黃俊融                         |
| 證照達人 （技專校院組） | 國立雲林科技大學       | 財務金融系           | 張喧                           |
| 總合表現及其他傑出事蹟  | 國立雲林科技大學       | 工業設計系           | 古文旻                         |

| 競賽卓越獎              | 競賽卓越獎           | 競賽卓越獎                   | 競賽卓越獎                     |
| 類別                    | 推薦學校             | 系科                         | 得獎者                         |
| ----------------------- | -------------------- | ---------------------------- | ------------------------------ |
| 工業設計類競賽          | 國立臺北科技大學     | 工業設計系                   | 林詣翔、葉家渝                 |
| 商業設計類競賽          | 樹德科技大學         | 視覺傳達設計系               | 劉禹彤、劉禹伶、康勝傑、謝鎔竹 |
| 商業設計類競賽          | 國立雲林科技大學     | 視覺傳達設計系               | 許智偉                         |
| 商業設計類競賽          | 中國科技大學         | 視覺傳達設計所               | 劉芸妗                         |
| 餐飲廚藝類競賽          | 弘光科技大學         | 餐旅管理系                   | 張礽豪                         |
| 餐飲廚藝類競賽          | 臺北城市科技大學     | 餐飲管理系                   | 黃鏻正                         |
| 美容家政類              | 台南應用科技大學     | 美容造型設計系               | 謝聖輝                         |
| 科技研發類競賽          | 國立臺灣科技大學     | 電子工程系                   | 陳漢昇                         |
| 餐飲廚藝類（教師組）    | 中國科技大學         | 視覺傳達設計系               | 胡發祥                         |
| 餐飲廚藝類（教師組）    | 開平餐飲學校         | 餐飲管理科烘焙組             | 彭浩、楊嘉明                   |
| 技職傑出獎              |                      |                              |                                |
| 發明達人（發明獎達人）  | 遠東科技大學         | 機械工程系                   | 戴昭民                         |
| 發明達人（發明獎達人）  | 正修科技大學         | 電子工程系                   | 卓凱翊                         |
| 發明達人（發明獎達人）  | 國立雲林科技大學     | 機械工程系                   | 石宏達                         |
| 發明達人（專利達人）    | 高英工商             | 資訊科                       | 戴士程                         |
| 發明達人（專利達人）    | 龍華科技大學         | 機械工程系                   | 洪復成                         |
| 證照達人 （高職組）     | 三信家商             | 綜合高中應用英文學程         | 林致佳                         |
| 證照達人 （高職組）     | 亞洲餐旅學校         | 餐飲管理科                   | 文詩妮                         |
| 證照達人 （高職組）     | 國立嘉義高工         | 機械修護科                   | 楊安仁                         |
| 證照達人 （高職組）     | 陽明工商             | 資訊科                       | 郭振洋                         |
| 證照達人 （高職組）     | 大成商工             | 汽車科                       | 簡嘉言                         |
| 證照達人 （高職組）     | 國立新營高工         | 電機科                       | 林珈名                         |
| 證照達人 （技專校院組） | 致理科技大學         | 應用英語系                   | 賴盈廷                         |
| 證照達人 （技專校院組） | 致理科技大學         | 財務金融系                   | 劉盈彣                         |
| 證照達人 （技專校院組） | 國立高雄餐旅大學     | 餐飲管理創新研發碩士學位學程 | 呂俊男                         |
| 證照達人 （技專校院組） | 國立勤益科技大學     | 電子工程系                   | 許凱哲                         |
| 證照達人 （技專校院組） | 吳鳳科技大學         | 電機工程系                   | 吳宗庭                         |
| 證照達人 （技專校院組） | 遠東科技大學         | 資訊工程系                   | 白樹禮                         |
| 證照達人 （技專校院組） | 國立高雄第一科技大學 | 資訊管理系                   | 吳政軒                         |

| 競賽卓越獎              | 競賽卓越獎       | 競賽卓越獎               | 競賽卓越獎                                             |
| 類別                    | 推薦學校         | 系科                     | 得獎者                                                 |
| ----------------------- | ---------------- | ------------------------ | ------------------------------------------------------ |
| 商業設計類              | 嶺東科技大學     | 視覺傳達設計系           | 黃詠郁、洪苡庭、陳彥伶、陳容毓、廖凱樺                 |
| 商業設計類              | 樹德科技大學     | 視覺傳達設計系           | 董佳宜、張順昇、黃培雯、林以晨、許軒綺、蔡宛秀、徐永吉 |
| 工業設計類              | 國立臺北科技大學 | 創新設計研究所           | 陳彥廷、陳彥廷                                         |
| 工業設計類              | 明志科技大學     | 工業設計系               | 鐘佳明                                                 |
| 科技研發工程類          | 國立虎尾科技大學 | 機械設計工程系           | 賴涵餘、莊皓惟、李伯皇                                 |
| 科技研發工程類          | 高雄市中山工商   | 資訊科                   | 葉家宇                                                 |
| 餐飲廚藝類              | 國立高雄餐旅大學 | 西餐廚藝系               | 吳定祐                                                 |
| 餐飲廚藝類              | 景文科技大學     | 餐飲管理系               | 楊雅棻                                                 |
| 技職傑出獎              |                  |                          |                                                        |
| 發明獎達人              | 臺北城市科技大學 | 電腦與通訊工程系         | 盧楚壹                                                 |
| 發明獎達人              | 國立曾文農工     | 化工科                   | 王柏翔                                                 |
| 發明獎達人              | 遠東科技大學     | 機械工程系               | 蔡翰陞、戴良宇                                         |
| 發明獎達人              | 慈濟科技大學     | 放射醫學科學研究所       | 官振聖                                                 |
| 專利達人                | 南臺科技大學     | 電機工程系博士班         | 林美燕                                                 |
| 專利達人                | 朝陽科技大學     | 資訊管理系博士班         | 林子怡                                                 |
| 專利達人                | 高雄市高英工商   | 資訊科                   | 廖子蕓                                                 |
| 證照達人 （高職組）     | 國立新營高工     | 模具科                   | 周家全                                                 |
| 證照達人 （高職組）     | 臺南市陽明工商   | 資訊科                   | 楊懷志                                                 |
| 證照達人 （高職組）     | 臺北市立大安高工 | 電機科                   | 李哲緯                                                 |
| 證照達人 （高職組）     | 國立員林農工     | 建築科                   | 陳柏叡                                                 |
| 證照達人 （高職組）     | 國立嘉義高商     | 商業經營科               | 胡育慈                                                 |
| 證照達人 （高職組）     | 國立嘉義高商     | 應用外語科英文組         | 莊子謙                                                 |
| 證照達人 （高職組）     | 臺北市滬江高中   | 餐飲管理科               | 陳彥宏                                                 |
| 證照達人 （高職組）     | 新北市穀保家商   | 餐飲管理科               | 陳韋翔                                                 |
| 證照達人 （高職組）     | 臺南市亞洲餐旅   | 實用技能學程餐飲技術科   | 余佩華                                                 |
| 證照達人 （技專校院組） | 國立雲林科技大學 | 工程科技研究所博士班     | 余文隆                                                 |
| 證照達人 （技專校院組） | 吳鳳科技大學     | 電機工程系               | 陳俊廷                                                 |
| 證照達人 （技專校院組） | 萬能科技大學     | 美髮造型設計系           | 林彥筠                                                 |
| 證照達人 （技專校院組） | 國立高雄餐旅大學 | 飲食文化暨餐飲創新研究所 | 邱清祥                                                 |
| 證照達人 （技專校院組） | 致理科技大學     | 應用英語科               | 林宣妤                                                 |
| 綜合表現                | 黎明技術學院     | 流行設計系 化妝品應用系  | 許家豪                                                 |

| 競賽卓越獎                | 競賽卓越獎                           | 競賽卓越獎               | 競賽卓越獎                         |
| 類別                      | 推薦學校                             | 系科                     | 得獎者                             |
| ------------------------- | ------------------------------------ | ------------------------ | ---------------------------------- |
| 第44屆國際技能競賽        | 國立彰化師範大學附屬高級工業職業學校 | 汽車科                   | 陳泯亨                             |
| 第44屆國際技能競賽        | 樹德科技大學                         | 視覺傳達設計系           | 黃于貞                             |
| 第44屆國際技能競賽        | 國立臺灣科技大學                     | 不分系學士班             | 蔡瑜至                             |
| 第44屆國際技能競賽        | 國立臺灣科技大學                     | 不分系學士班             | 鄭欽豪                             |
| 餐飲廚藝類                | 臺北市育達高級商業家事職業學校       | 餐飲管理科               | 吳正雲                             |
| 餐飲廚藝類                | 大同技術學院                         | 烘焙管理系               | 張詠淨                             |
| 美容家政類                | 國立屏東科技大學                     | 時設計與管理系           | 李心主                             |
| 商業設計類                | 樹德科技大學                         | 視覺傳達設計系           | 吳依穗、林祈、顏珊、謝伊婷、李潔蓉 |
| 商業設計類                | 崇右影藝科技大學                     | 攝影學士學位學程         | 陳允楷                             |
| 工業設計類                | 國立臺北科技大學                     | 創新設計研究所           | 黃羽蔓、余珮寧、姚乃禎、林雅筑     |
| 工業設計類                | 國立臺北科技大學                     | 創新設計研究所           | 程東奕、石明生、謝依霖             |
| 工業設計類                | 國立臺北科技大學                     | 工業設計系產品設計組     | 陳怡潔                             |
| 工業設計類                | 明志科技大學                         | 工業設計系               | 徐語鎖、張書豪、陳韻安             |
| 教師組                    | 朝陽科技大學                         | 傳播藝術系               | 李宜珊                             |
| 技職傑出獎                |                                      |                          |                                    |
| 專利達人                  | 明志科技大學                         | 資訊科                   | 蘇柏諺                             |
| 專利達人                  | 聖約翰科技大學                       | 電腦與通訊工程系         | 吳柏翰                             |
| 發明獎達人                | 臺中市明道高級中學                   | 機械科                   | 江承蔚                             |
| 發明獎達人                | 臺北城市科技大學                     | 機械科                   | 許浩偉                             |
| 證照達人 （技術型高中組） | 國立北港高級農工職業學校             | 資訊科                   | 孫消坤                             |
| 證照達人 （技術型高中組） | 國立員林高級農工職業學校             | 電機科                   | 柯程祐                             |
| 證照達人 （技術型高中組） | 國立基隆高級商工職業學校             | 資訊科                   | 郭柏鋒                             |
| 證照達人 （技術型高中組） | 臺北市立大安高級工業職業學校         | 應用外語科英文組         | 林宏桑                             |
| 證照達人 （技術型高中組） | 臺北市景文高級中學                   | 食品加工科               | 李詩婷                             |
| 證照達人 （技術型高中組） | 新北市穀保高級家事商業職業學校       | 餐飲管理科               | 楊書凡                             |
| 證照達人 （技術型高中組） | 國立旗山高級農工職業學校             | 材料工程系               | 楊城豪                             |
| 證照達人 （技術型高中組） | 新北市穀保高級家事商業職業學校       | 電機工程系               | 陳民翰                             |
| 證照達人 （技專校院組）   | 吳鳳科技大學                         | 電機工程系               | 黃柏期                             |
| 證照達人 （技專校院組）   | 臺北城市科技大學                     | 電機工程系               | 林羿寬                             |
| 證照達人 （技專校院組）   | 南開科技大學                         | 自動化工程系             | 屠俊浩                             |
| 證照達人 （技專校院組）   | 台南應用科技大學                     | 美容造型設計系           | 朱庭頡                             |
| 證照達人 （技專校院組）   | 國立高雄餐旅大學                     | 飲食文化暨餐飲創新研究所 | 林本修                             |
| 證照達人 （技專校院組）   | 國立臺北商業大學                     | 會計資訊系               | 陳遠任                             |
| 證照達人 （技專校院組）   | 致理科技大學                         | 資訊管理系               | 鍾易霖                             |
| 程式設計達人              | 新北市穀保高級家事商業職業學校       | 資料處理科               | 賴俊賓                             |
| 綠能科技達人              | 國立雲林科技大學                     | 環境與安全衛生工程系     | 曾博仁                             |
| 臺灣美食廚藝達人          | 國立高雄餐旅大學                     | 飲食文化暨餐飲創新研究所 | 李建達                             |
| 時尚設計達人              | 黎明技術學院                         | 時尚設計系               | 林鈺誼                             |

| 競賽卓越獎                | 競賽卓越獎                                      | 競賽卓越獎                                     |
| 類別                      | 推薦學校                                        | 得獎者                                         |
| ------------------------- | ----------------------------------------------- | ---------------------------------------------- |
| 建築類                    | 國立臺灣科技大學                                | 馬朗文、黃敬恆、唐經                           |
| 工程科技類                | 國立嘉義高級工業職業學校 國立臺灣科技大學       | 黃柏笙、劉家宏                                 |
| 工程科技類                | 國立嘉義高級工業職業學校                        | 黃家芝                                         |
| 工程科技類                | 國立內埔高級農工職業學校 美和科技大學           | 吳昶緯                                         |
| 工業設計類                | 明志科技大學                                    | 陳乃瑄、黃雅筠                                 |
| 商業設計類                | 樹德科技大學                                    | 周麗婷、許庭鳳、湯齊恩、黃涵翌、王家儀、林宣妤 |
| 商業設計類                | 樹德科技大學                                    | 陳俐璇、劉品宜、顏均帆                         |
| 美容家政類                | 台南應用科技大學                                | 翁女婷                                         |
| 餐旅類                    | 環球科技大學                                    | 劉峰銘                                         |
| 餐旅類                    | 台中市私立明道高級中學                          | 王奕鈞                                         |
| 第45屆國際技能競賽        | 國立臺北科技大學                                | 楊婷瑜                                         |
| 第45屆國際技能競賽        | 臺北市立大安高級工業職業學校 國立臺灣科技大學   | 宋承動、闕伯陽                                 |
| 第45屆國際技能競賽        | 新北市立新北高級工業職業學校 國立臺灣科技大學   | 塗家和                                         |
| 第45屆國際技能競賽        | 臺北市立士林高級商業職業學校                    | 廖羿婷                                         |
| 第45屆國際技能競賽        | 高雄市私立中山高級工商職業學校 國立高雄餐旅大學 | 謝協益                                         |
| 教師組                    | 華夏科技大學                                    | 石美芳                                         |
| 教師組                    | 景文科技大學                                    | 陳文正                                         |
| 技職傑出獎                |                                                 |                                                |
| 專利達人                  | 崑山科技大學                                    | 林慶全                                         |
| 專利達人                  | 遠東科技大學                                    | 謝佳真                                         |
| 發明獎達人                | 明新科技大學                                    | 盧適頎                                         |
| 發明獎達人                | 崑山科技大學                                    | 鄭仕鈞、杜星頡、陳思璇、陳巧華                 |
| 證照達人 （技術型高中組） | 國立埔里高級工業職業學校                        | 沈皓瑜                                         |
| 證照達人 （技術型高中組） | 國立新營高級工業職業學校                        | 賴右達                                         |
| 證照達人 （技術型高中組） | 國立北港高級農工職業學校                        | 蔡官邑                                         |
| 證照達人 （技術型高中組） | 國立嘉義高級家事職業學校                        | 劉德鴻                                         |
| 證照達人 （技術型高中組） | 新北市私立穀保高級家事商業職業學校              | 蔡憲誌                                         |
| 證照達人 （技專校院組）   | 國立臺北科技大學                                | 蔡叡鴻                                         |
| 證照達人 （技專校院組）   | 吳鳳科技大學                                    | 吳高漢                                         |
| 證照達人 （技專校院組）   | 南開科技大學                                    | 童子郡                                         |
| 證照達人 （技專校院組）   | 國立臺灣科技大學                                | 詹祐安                                         |
| 證照達人 （技專校院組）   | 致理科技大學                                    | 王則惟                                         |
| 證照達人 （技專校院組）   | 國立高雄科技大學                                | 陳昭村                                         |
| 證照達人 （技專校院組）   | 國立雲林科技大學                                | 陳冠廷                                         |
| 證照達人 （技專校院組）   | 國立高雄餐旅大學                                | 洪子絜                                         |
| 證照達人 （技專校院組）   | 國立高雄餐旅大學                                | 邱燕燕                                         |
| 生醫工程達人              | 南臺科技大學                                    | 邱緯翔                                         |
| 時尚造型達人              | 萬能科技大學                                    | 劉怡伶                                         |
| 創意料理達人              | 國立高雄餐旅大學                                | 林顯珈                                         |

| 競賽卓越獎                 | 競賽卓越獎                                     | 競賽卓越獎                                  | 競賽卓越獎                                                   |
| 類別                       | 推薦學校                                       | 系科                                        | 得獎者                                                       |
| -------------------------- | ---------------------------------------------- | ------------------------------------------- | ------------------------------------------------------------ |
| 餐旅類                     | 景文科技大學                                   | 餐飲管理系                                  | 廖正宇                                                       |
| 餐旅類                     | 景文科技大學                                   | 餐飲管理系                                  | 劉姿伶                                                       |
| 商業設計類                 | 朝陽科技大學                                   | 視覺傳達設計系                              | 李昱志、黃貴城、丁嘉惠、曾巧茹、蔡郁平                       |
| 商業設計類                 | 樹德科技大學                                   | 視覺傳達設計系                              | 蔡林、陳履鴻、許芝瑜、王靜汶、謝鎮璘、宋雨晴、黃柏維、傅玟瑛 |
| 商業設計類                 | 嶺東科技大學                                   | 視覺傳達設計系                              | 鄭伊涵、巫采凌、陳璟嫻、范瑄容、陳堉祺、湯育婷               |
| 工業設計類                 | 國立臺北科技大學                               | 設計學院設計博士班 工業設計系創新設計碩士班 | 陳靜儀、張晏瑜、黃信銨                                       |
| 工業設計類                 | 明志科技大學                                   | 工業設計系                                  | 鍾杰安、張姿姗、龍靖宇                                       |
| 工業設計類                 | 國立臺灣科技大學                               | 設計系工業設計組                            | 林靖芳、林宜樺                                               |
| 工業設計類                 | 國立雲林科技大學                               | 工業設計系                                  | 吳亞政、潘妤亭                                               |
| 工業設計類                 | 南臺科技大學                                   | 創新產品設計系                              | 鄭逢甲、彭凱嶸、李宣諺、高偉銘                               |
| 技職傑出獎                 |                                                |                                             |                                                              |
| 發明獎達人                 | 慈濟科技大學                                   | 護理系                                      | 許婷雯                                                       |
| 專利達人                   | 龍華科技大學                                   | 資訊管理系碩士班                            | 劉伊                                                         |
| 專利達人                   | 國立屏東科技大學                               | 環境工程與科學系博士班                      | 葉崇偉                                                       |
| 證照達人 （技術型高中組）  | 國立新營高級工業職業學校                       | 模具科                                      | 黃靖善                                                       |
| 證照達人 （技術型高中組）  | 國立埔里高級工業職業學校                       | 機械科                                      | 蔡萬森                                                       |
| 證照達人 （技術型高中組）  | 國立員林高級農工職業學校                       | 機械科                                      | 蔡致祥                                                       |
| 證照達人 （技術型高中組）  | 高雄市立高雄高級工業職業學校                   | 汽車科                                      | 李建霖                                                       |
| 證照達人 （技術型高中組）  | 高雄市立中正高級工業職業學校                   | 冷凍空調科                                  | 程佳宏                                                       |
| 證照達人 （技術型高中組）  | 大興學校財團法人桃園市大興高級中學             | 電機科                                      | 徐幃新                                                       |
| 證照達人 （技術型高中組）  | 新北市立新北高級工業職業學校                   | 資訊科                                      | 傅永傑                                                       |
| 證照達人 （技術型高中組）  | 穀保學校財團法人新北市穀保高級家事商業職業學校 | 餐飲管理科                                  | 楊衣倢                                                       |
| 證照達人 （技術型高中組）  | 國立嘉義高級商業職業學校                       | 商業經營科                                  | 劉姿妘                                                       |
| 證照達人 （技專校院組）    | 吳鳳科技大學                                   | 電機工程系                                  | 黃柏融                                                       |
| 證照達人 （技專校院組）    | 南開科技大學                                   | 自動化工程系                                | 藍政顯                                                       |
| 證照達人 （技專校院組）    | 國立臺灣師範大學                               | 工業教育學系                                | 呂祖懿                                                       |
| 證照達人 （技專校院組）    | 東南科技大學                                   | 電子工程系                                  | 陳盈嘉                                                       |
| 證照達人 （技專校院組）    | 中華醫事科技大學                               | 醫學檢驗生物技術系碩士班食品組              | 王禹璁                                                       |
| 證照達人 （技專校院組）    | 東南科技大學                                   | 觀光系                                      | 陳美月                                                       |
| 證照達人 （技專校院組）    | 國立雲林科技大學                               | 工程科技研究所工程科技組                    | 聶志遠                                                       |
| 電力與能源工程達人         | 國立臺北科技大學                               | 電機工程系碩士班                            | 郭書維                                                       |
| 職業安全衛生與環境管理達人 | 國立高雄科技大學                               | 工學院工程科技博士班環境與安全衛生工程組    | 曾宇群                                                       |

| 競賽卓越獎                | 競賽卓越獎                               | 競賽卓越獎                     | 競賽卓越獎                                     |
| 類別                      | 推薦學校                                 | 系科                           | 得獎者                                         |
| ------------------------- | ---------------------------------------- | ------------------------------ | ---------------------------------------------- |
| 土木建築類                | 國立臺灣科技大學                         | 建築系                         | 龔照峻                                         |
| 商業設計類                | 朝陽科技大學                             | 視覺傳達設計系                 | 黃亮穎、孫苡瑄、莊昱婕                         |
| 商業設計類                | 嶺東科技大學                             | 視覺傳達設計系                 | 何芝螢、曾怡瑄、盧芷吟、林育誠、謝欣潔、黃庭怡 |
| 工業設計類                | 明志科技大學                             | 工業設計系                     | 許芳萍、賴謙忱                                 |
| 工業設計類                | 國立雲林科技大學                         | 創意生活設計系                 | 鄭佳旻、張芸嘉                                 |
| 美容家政類                | 環球科技大學                             | 時尚造型設計系                 | 劉權錦                                         |
| 技職傑出獎                |                                          |                                |                                                |
| 發明獎達人                | 高苑科技大學                             | 電子工程系                     | 莊詩晴                                         |
| 發明獎達人                | 國立雲林科技大學                         | 機械工程系碩士班               | 高思穎                                         |
| 證照達人 （技術型高中組） | 國立新營高級工業業學校                   | 模具科                         | 廖境惠                                         |
| 證照達人 （技術型高中組） | 國立員林高級農工職業學校                 | 機械科                         | 王秉宸                                         |
| 證照達人 （技術型高中組） | 國立北港高級農工職業學校                 | 機械科                         | 林添旺                                         |
| 證照達人 （技術型高中組） | 國立埔里高級工業職業學校                 | 機械科                         | 李英禾                                         |
| 證照達人 （技術型高中組） | 臺北市立木柵高級工業職業學校             | 配管科                         | 楊朝崴                                         |
| 證照達人 （技術型高中組） | 國立臺灣海洋大學附屬基隆海事高級中等學校 | 輪機科                         | 童建程                                         |
| 證照達人 （技術型高中組） | 嘉義縣萬能高級工商業學校                 | 電機科                         | 鍾至維                                         |
| 證照達人 （技術型高中組） | 國立嘉義高級商業職業學校                 | 國際貿易科                     | 廖家榕                                         |
| 證照達人 （技專校院組）   | 吳鳳科技大學                             | 電機工程系                     | 陳加哲                                         |
| 證照達人 （技專校院組）   | 崑山科技大學                             | 機械工程系機械與能源工程博士班 | 朱祐霆                                         |
| 證照達人 （技專校院組）   | 國立臺北科技大學                         | 機械工程系                     | 曾煒群                                         |
| 證照達人 （技專校院組）   | 國立臺灣師範大學                         | 機電工程學系博士班             | 王詩欽                                         |
| 證照達人 （技專校院組）   | 南開科技大學                             | 自動化工程系                   | 葉育麟                                         |
| 證照達人 （技專校院組）   | 致理科技大學                             | 資訊管理系                     | 姚婉茹                                         |
| 證照達人 （技專校院組）   | 台南應用科技大學                         | 餐飲系                         | 張巧慧                                         |
| 證照達人 （技專校院組）   | 國立高雄餐旅大學                         | 飲食文化暨餐飲創新研究所       | 楊明珠                                         |
| 證照達人 （技專校院組）   | 嘉南藥理大學                             | 餐旅管理系                     | 鄭郁潔                                         |
| 證照達人 （技專校院組）   | 國立臺北科技大學                         | 經營管理系                     | 蘇穎泰                                         |
| 證照達人 （技專校院組）   | 國立雲林科技大學                         | 會計系碩士班                   | 李子豪                                         |
| 證照達人 （技專校院組）   | 國立臺灣科技大學                         | 建築系博士班                   | 江軍                                           |
| 人工智慧物聯網達人        | 南臺科技大學                             | 電子工程系博士班               | 蘇健平                                         |

| 競賽卓越獎                        | 競賽卓越獎                                            | 競賽卓越獎                             |
| 類別                              | 推薦學校                                              | 得獎者                                 |
| --------------------------------- | ----------------------------------------------------- | -------------------------------------- |
| 工程科技研發類                    | 國立高雄科技大學 國立臺北科技大學                     | 何亭萱、楊茗棋、龐禕心、余佳芳、黃光宇 |
| 美容家政類                        | 弘光科技大學                                          | 劉浩宇                                 |
| 商業設計類                        | 朝陽科技大學                                          | 張聿岑、蔣璐茜、陳柏憲、莊承翰         |
| 商業設計類                        | 朝陽科技大學                                          | 劉子唯、陳彥柏、龍奐睿、王律涵、江晏榕 |
| 商業設計類                        | 嶺東科技大學                                          | 林易萱、林承儒、林佟                   |
| 工業設計類                        | 國立臺北科技大學                                      | 王品淮、丁羿鈞                         |
| 土木建築類                        | 中國科技大學                                          | 陳佳儒                                 |
| 第 46 屆國際技能競賽 外觀模型創作 | 臺中市立大甲工業高級中等學校 國立勤益科技大學         | 雷豐嶽                                 |
| 第 46 屆國際技能競賽 冷凍空調     | 臺北市立南港高級工業職業學校 國立臺北科技大學         | 田佳承                                 |
| 第 46 屆國際技能競賽 門窗木工     | 國立秀水高級工業職業學校 國立屏東科技大學             | 陳詩凱                                 |
| 第 46 屆國際技能競賽 汽車技術     | 國立彰化師範大學附屬高級工業職業學校 國立臺灣師範大學 | 詹許堃                                 |
| 第 46 屆國際技能競賽 集體創作     | 國立高雄科技大學 國立秀水高級工業職業學校             | 張建雄                                 |
| 第 46 屆國際技能競賽 集體創作     | 建國科技大學 彰化縣私立達德高級商工職業學校           | 洪慶桐                                 |
| 第 46 屆國際技能競賽 集體創作     | 國立彰化師範大學附屬高級工業職業學校                  | 施茗翔                                 |
| 第 46 屆國際技能競賽 電器裝配     | 高雄市立高雄高級工業職業學校 國立臺灣科技大學         | 蕭聖儒                                 |
| 教師組                            | 黎明技術學院                                          | 徐紹桓                                 |
| 技職傑出獎                        |                                                       |                                        |
| 證照達人 （技術型高中組）         | 國立新營高級工業職業學校                              | 邱琮庭                                 |
| 證照達人 （技術型高中組）         | 國立員林高級農工職業學校                              | 鐘興國                                 |
| 證照達人 （技術型高中組）         | 國立埔里高級工業職業學校                              | 莊鎮澤                                 |
| 證照達人 （技術型高中組）         | 臺北市立木柵高級工業職業學校                          | 賀震                                   |
| 證照達人 （技術型高中組）         | 臺中市青年高級中學                                    | 楊尚勳                                 |
| 證照達人 （技術型高中組）         | 臺中市青年高級中學                                    | 許宸愷                                 |
| 證照達人 （技術型高中組）         | 嘉義縣私立萬能高級工商職業學校                        | 許秉韋                                 |
| 證照達人 （技術型高中組）         | 國立白河高級商工職業學校                              | 林靖展                                 |
| 證照達人 （技術型高中組）         | 新北市穀保高級家事商業職業學校                        | 柯安儒                                 |
| 證照達人 （技術型高中組）         | 新北市能仁高級家事商業職業學校                        | 林姵宇                                 |
| 證照達人 （技專校院組）           | 龍華科技大學                                          | 周禹廷                                 |
| 證照達人 （技專校院組）           | 國立虎尾科技大學                                      | 蘇杰義                                 |
| 證照達人 （技專校院組）           | 南開科技大學                                          | 范嘉恩                                 |
| 證照達人 （技專校院組）           | 吳鳳科技大學                                          | 陳奕霖                                 |
| 證照達人 （技專校院組）           | 國立勤益科技大學                                      | 郭柏鋒                                 |
| 證照達人 （技專校院組）           | 國立澎湖科技大學                                      | 徐銘隆                                 |
| 證照達人 （技專校院組）           | 吳鳳科技大學                                          | 林芬芬                                 |
| 證照達人 （技專校院組）           | 萬能科技大學                                          | 簡于寧                                 |
| 證照達人 （技專校院組）           | 國立臺灣科技大學                                      | 黃振庭                                 |
| 證照達人 （技專校院組）           | 明志科技大學                                          | 蔡景崧                                 |
| 證照達人 （技專校院組）           | 國立雲林科技大學                                      | 呂建鋐                                 |
| 證照達人 （技專校院組）           | 國立屏東科技大學                                      | 李志豪                                 |
| 證照達人 （技專校院組）           | 致理科技大學                                          | 石偉福                                 |
| 發明獎達人                        | 臺北城市科技大學                                      | 李國詮                                 |
| 發明獎達人                        | 國立雲林科技大學                                      | 張軒誠                                 |
| 專利達人                          | 國立臺北科技大學                                      | 劉飛龍                                 |
| 水產養殖與食品達人                | 國立高雄科技大學                                      | 林佳樺                                 |
| XR 建築達人                       | 國立臺灣科技大學                                      | 紀昊昀                                 |

| 競賽卓越獎                     | 競賽卓越獎                                | 競賽卓越獎                                   | 競賽卓越獎                                     |
| 類別                           | 推薦學校                                  | 系科                                         | 得獎者                                         |
| ------------------------------ | ----------------------------------------- | -------------------------------------------- | ---------------------------------------------- |
| 工程科技研發類                 | 新竹縣義民高級中學                        | 資料處理科                                   | 陳秉鴻                                         |
| 商業設計類                     | 嶺東科技大學                              | 視覺傳達設計系                               | 陳羿伶、何欣蓉、陳虹潔、陳品羚                 |
| 商業設計類                     | 樹德科技大學                              | 視覺傳達設計系                               | 劉霈玲、黃麟茜、徐郁珊、譚心瑜、黃芷琳、吳沄航 |
| 商業設計類                     | 明志科技大學                              | 視覺傳達設計系                               | 林倢妤、高若淇、侯函伶、劉嘉紋、林雨柔         |
| 工業設計類                     | 國立臺北科技大學                          | 工業設計系創新設計碩士班、設計學院設計博士班 | 王俐人、李元捷、郭嘉欣、陳威、龍亭君           |
| 美容家政類                     | 嶺東科技大學                              | 服飾設計系                                   | 林宏昇                                         |
| 土木建築類                     | 國立臺灣科技大學                          | 建築系碩士班                                 | 周勤超、吳宛璇                                 |
| 第 10 屆國際展能節職業技能競賽 | 國立永靖高級工業職業學校 國立雲林科技大學 | 製圖科 創意生活設計系                        | 張丞瑨                                         |
| 第 10 屆國際展能節職業技能競賽 | 國立虎尾科技大學                          | 飛機工程系航空電子科技碩士班                 | 吳承樺                                         |
| 技職傑出獎                     |                                           |                                              |                                                |
| 證照達人 （技術型高中組）      | 國立新營高級工業職業學校                  | 模具科                                       | 曾韋凱                                         |
| 證照達人 （技術型高中組）      | 國立員林高級農工職業學校                  | 機械科                                       | 林俊燁                                         |
| 證照達人 （技術型高中組）      | 國立埔里高級工業職業學校                  | 機械科                                       | 陳大山                                         |
| 證照達人 （技術型高中組）      | 桃園市大興高級中學                        | 電機科                                       | 何冠霆                                         |
| 證照達人 （技術型高中組）      | 新北市立新北高級工業職業學校              | 資訊科                                       | 許凱俊                                         |
| 證照達人 （技術型高中組）      | 新北市南強高級工商職業學校                | 資訊科                                       | 金浩哲                                         |
| 證照達人 （技術型高中組）      | 新北市穀保高級家事商業職業學校            | 餐飲管理科                                   | 吳俊達                                         |
| 證照達人 （技術型高中組）      | 嘉義市東吳高級工業家事職業學校            | 餐飲管理科                                   | 李帆畇                                         |
| 證照達人 （技術型高中組）      | 嘉義市東吳高級工業家事職業學校            | 時尚造型科                                   | 黃茂畯                                         |
| 證照達人 （技術型高中組）      | 嘉義市東吳高級工業家事職業學校            | 資料處理科                                   | 黃姝琳                                         |
| 證照達人 （技專校院組）        | 崑山科技大學                              | 機械工程系                                   | 徐振庭                                         |
| 證照達人 （技專校院組）        | 國立臺灣師範大學                          | 工業教育學系碩士班                           | 鄧翔明                                         |
| 證照達人 （技專校院組）        | 南開科技大學                              | 自動化工程系                                 | 林御笙                                         |
| 證照達人 （技專校院組）        | 黎明技術學院                              | 電機工程系                                   | 林曄昌                                         |
| 證照達人 （技專校院組）        | 吳鳳科技大學                              | 電機工程系                                   | 蕭宏偉                                         |
| 證照達人 （技專校院組）        | 致理科技大學                              | 資訊管理系                                   | 魏永約                                         |
| 證照達人 （技專校院組）        | 國立臺北科技大學                          | 技術及職業教育研究所                         | 蕭翔太                                         |
| 證照達人 （技專校院組）        | 崑山科技大學                              | 餐飲管理及廚藝系                             | 黃秉樺                                         |
| 證照達人 （技專校院組）        | 國立臺灣科技大學                          | 建築系碩士班                                 | 劉曉曈                                         |
| 證照達人 （技專校院組）        | 國立屏東科技大學                          | 木材科學與設計系                             | 陳詩凱                                         |
| 證照達人 （技專校院組）        | 輔英科技大學                              | 健康美容系                                   | 蔡欣妤                                         |
| 發明獎達人                     | 臺北城市科技大學                          | 電腦與通訊工程系                             | 楊成業                                         |

| 第 47 屆國際技能競賽      | 國立嘉義高級工業職業學校                       | 室內空間設計科                 | 蔡昀融                                  |
| 第 47 屆國際技能競賽      | 臺北市立南港高級工業職業學校 國立臺北科技大學  | 冷凍空調科 機電技優領航專班    | 陳思源                                  |
| 餐飲廚藝類競賽            | 弘光科技大學                                   | 餐旅管理系                     | 王宥翔                                  |
| 餐飲廚藝類競賽            | 景文科技大學                                   | 餐飲管理系                     | 林珈萱                                  |
| 美容家政類競賽            | 萬能科技大學                                   | 時尚造型設計系                 | 謝翔宇                                  |
| 土木建築類競賽            | 朝陽科技大學                                   | 建築系                         | 陳昱廷                                  |
| 美容家政類                | 環球科技大學                                   | 時尚造型設計系                 | 劉權錦                                  |
| 商業設計類競賽            | 中國科技大學                                   | 視覺傳達設計系                 | 謝依軒、毛姿麒、郭姿伶、徐于茹          |
| 商業設計類競賽            | 嶺東科技大學                                   | 視覺傳達設計系                 | 李如芸、柯欣廷、顏色凡、翁于晶 、謝𡶎𦥍 |
| 商業設計類競賽            | 嶺東科技大學                                   | 視覺傳達設計系                 | 郭昕寧、李岱瑾、陳偊綸、胡景琇、李卓蓉  |
| 商業設計類競賽            | 樹德科技大學                                   | 視覺傳達設計系                 | 郭運昇、林竑陞、李軒儀、徐竣哲          |
| 工業設計類競賽            | 明志科技大學                                   | 工業設計系                     | 劉音棋、曾玟心                          |
| 工業設計類競賽            | 國立雲林科技大學                               | 工業設計系                     | 陳渝軒                                  |
| 技職傑出獎                |                                                |                                |                                         |
| 證照達人 （技術型高中組） | 國立員林高級農工職業學校                       | 機械科                         | 柯柏豪                                  |
| 證照達人 （技術型高中組） | 國立新營高級工業職業學校                       | 模具科                         | 魏俊榮                                  |
| 證照達人 （技術型高中組） | 國立北門高級農工職業學校                       | 機械科                         | 倪世和                                  |
| 證照達人 （技術型高中組） | 高雄市立中正高級工業職業學校                   | 微電腦修護科（實用技能學程）   | 王凱威                                  |
| 證照達人 （技術型高中組） | 新北市立新北高級工業職業學校                   | 電機科                         | 葉鎮銓                                  |
| 證照達人 （技術型高中組） | 國立埔里高級工業職業學校                       | 電機科                         | 楊承約                                  |
| 證照達人 （技術型高中組） | 嘉義縣私立萬能高級工商職業學校                 | 電機科                         | 林弘閔                                  |
| 證照達人 （技術型高中組） | 新北市私立南強高級工商職業學校                 | 資訊科                         | 羅為侖                                  |
| 證照達人 （技術型高中組） | 國立臺灣海洋大學附屬基隆海事高級中等學校       | 輪機科                         | 潘柏丞                                  |
| 證照達人 （技術型高中組） | 國立二林高級工商職業學校                       | 裝潢技術科（實用技能學程）     | 陳聖傑                                  |
| 證照達人 （技術型高中組） | 國立埔里高級工業職業學校                       | 建築科                         | 傅御豪                                  |
| 證照達人 （技術型高中組） | 穀保學校財團法人新北市穀保高級家事商業職業學校 | 餐飲管理科                     | 陳柏愷                                  |
| 證照達人 （技術型高中組） | 嘉義市私立東吳高級工業家事職業學校             | 時尚造型科                     | 蔡佳妤                                  |
| 證照達人 （技術型高中組） | 嘉義市私立東吳高級工業家事職業學校             | 資料處理科                     | 賴維謙                                  |
| 證照達人 （技專校院組）   | 國立勤益科技大學                               | 機械工程系                     | 侯沅呈                                  |
| 證照達人 （技專校院組）   | 南開科技大學                                   | 自動化工程系                   | 李晧平                                  |
| 證照達人 （技專校院組）   | 國立高雄科技大學                               | 海洋資訊科技系                 | 王建翔                                  |
| 證照達人 （技專校院組）   | 宏國德霖科技大學                               | 機械工程系                     | 李鈺賢                                  |
| 證照達人 （技專校院組）   | 吳鳳科技大學                                   | 電機工程系                     | 黃偉傑                                  |
| 證照達人 （技專校院組）   | 健行科技大學                                   | 電機工程系（多元專長培力課程） | 盧楓盛                                  |
| 證照達人 （技專校院組）   | 吳鳳科技大學                                   | 美容美髮造型設計系             | 吳秀娟                                  |
| 證照達人 （技專校院組）   | 國立臺北商業大學                               | 會計資訊系碩士班               | 林彥閎                                  |

## 外部連結
- 中華民國教育部技術及職業司技職之光 （页面存档备份，存于）
- 技職風雲榜 （页面存档备份，存于）